# Urey Award
Der Urey Award ist ein jährlich von der European Association of Geochemistry verliehener Preis für wissenschaftliche Verdienste in Geochemie. Er ist nach Harold Urey benannt. Er ist mit 1000 Euro dotiert, mit einer Medaille verbunden und der Preisträger wird Geochemical Fellow. Der Preis wird auf der V. M. Goldschmidt Conference verliehen.

## Preisträger
- 1990 Wallace S. Broecker, Hans Oeschger
- 1995 Samuel Epstein, Robert N. Clayton, Hugh P. Taylor Jr.
- 1997 Geoffrey Eglinton, John Hayes
- 1998 Jean-Guy Schilling
- 1999 John M. Edmond
- 2000 Donald J. DePaolo
- 2001 Keith O’Nions
- 2002 Grenville Turner
- 2003 Nicholas Shackleton
- 2004 Harold C. Helgeson
- 2005 Alexandra Navrotsky
- 2006 Herbert Palme
- 2007 Henry Elderfield
- 2008 Pascal Richet
- 2009 François Morel
- 2010 Charles Langmuir
- 2011 Donald E. Canfield
- 2012 Alexander Halliday
- 2013 Igor Tolstikhin
- 2014 Edward Boyle
- 2015 Albrecht W. Hofmann
- 2016 Klaus Mezger
- 2017 Eiji Ohtani
- 2018 Susan L. Brantley
- 2019 Eric Oelkers
- 2020 Jillian F. Banfield
- 2021 Sachiko Amari
- 2022 William White
- 2023 Bo Barker Jørgensen
- 2024 Janne Blichert-Toft
- 2025 Donald Sparks